# Guerres franco-iroquoises
Batailles
- Sorel (1610)
- Long Sault (1660)
- Montréal (1660)
- Montréal (1661)
- Lachine (1689)
- Lachenaie(1689)
- La Prairie (1691)
- Vallée Mohawk (1692)

Les guerres franco-iroquoises sont une série de guerres entre la Nouvelle-France et l'Iroquoisie. Elles ont connu un paroxysme à la fin des années 1680, mais ont débuté bien avant. Les Iroquois sont historiquement proches de leurs partenaires commerciaux de la Nouvelle-Néerlande, néerlandais jusqu'en 1666, puis anglais. Ces derniers entrent en guerre contre la France à partir de 1689.
Lorsque les Français arrivent, les Iroquois sont organisés en Confédération des Cinq-Nations : les tribus des Agniers (Mohawks), établis à l'Ouest de l'actuelle New York, celle des Onneyouts (Oneida), des Onontagués (Onondaga), des Goyogouins (Cayugas) et enfin celle des Tsonnontouans (Senecas).
Les guerres franco-iroquoises ont eu des motifs principalement commerciaux, les Iroquois se battant contre les Hurons et les implantations françaises de la vallée du Saint-Laurent afin de contrôler le commerce des fourrures en provenance de Nouvelle-France et des colonies hollandaises, qui deviennent anglaises après leur cession.
D'ailleurs ces guerres sont appelées  « Guerres du Castor » (« Beaver Wars ») par les historiens anglophones modernes.

## Le blocage de la rivière des Outaouais, après la fondation de Montréal

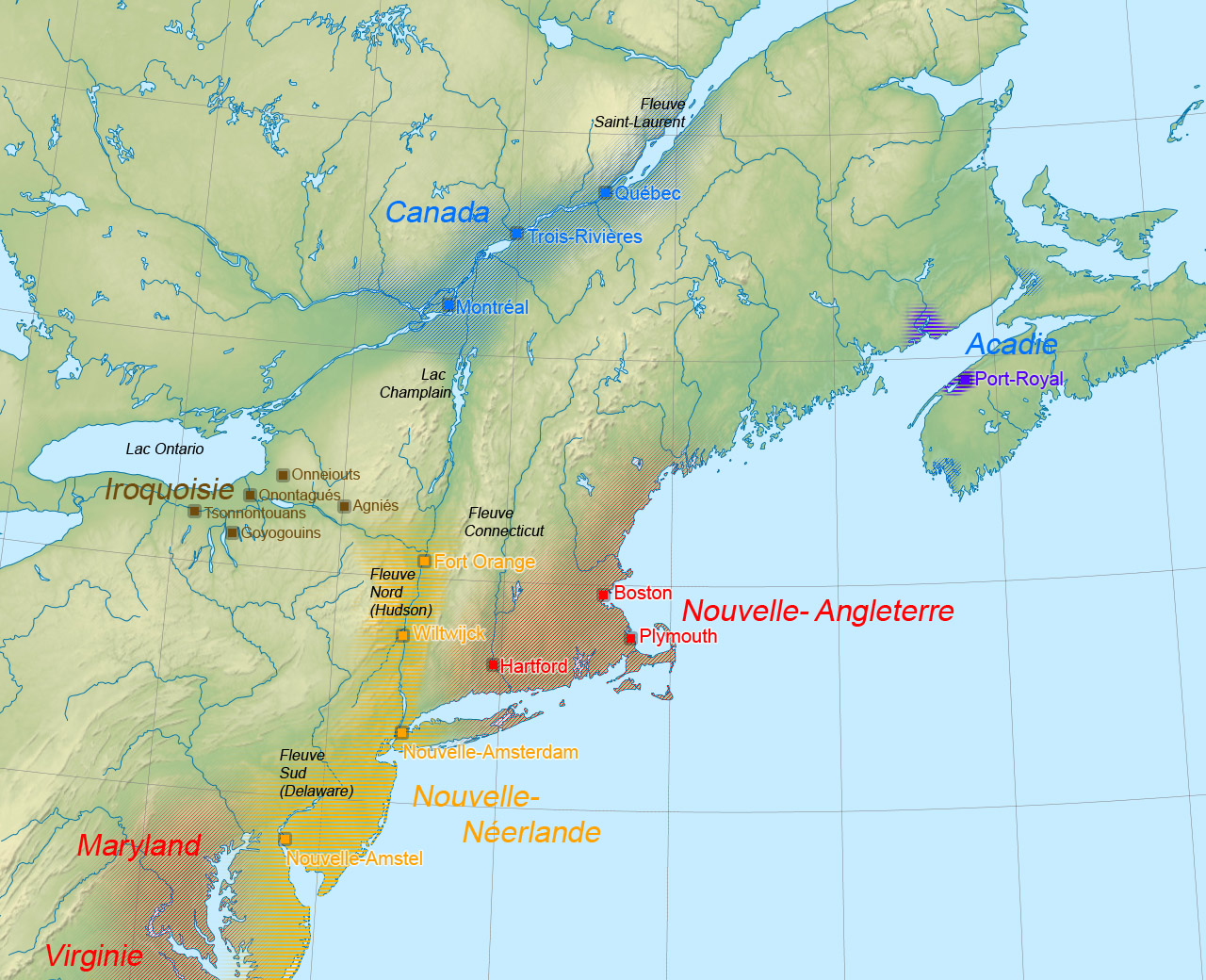
Carte politique de l'Amérique du Nord avec les principaux établissements coloniaux européens vers 1664.

Lorsque les Français arrivent au Canada au début du XVIIe siècle, les tribus algonquiennes qui y vivent sont déjà en conflit avec les Iroquois. Jacques Cartier rapporte, via le témoignage de Donnacona, certains massacres ayant eu lieu avant l'arrivée des Européens. Samuel de Champlain, qui avait fondé Québec en 1608, forme bientôt une alliance commerciale et politique avec les Algonquins, ce qui propulse la petite colonie naissante française dans les guerres entre Algonquins et Iroquois, Champlain ayant promis à ses alliés de les soutenir et de les aider contre leurs ennemis. 
En 1609 a lieu un affrontement sur les bords du lac Champlain. Les Algonquins remportent la victoire contre les Iroquois, grâce aux Français et à leurs fusils, inconnus des tribus indiennes. Champlain tue deux Iroquois au fusil. Au cours de deux autres batailles en 1611 et 1615, les Français vainquent encore les Iroquois et s'emparent d'un fort iroquois, avant qu'une paix précaire ne soit conclue entre Champlain et la tribu des cinq nations. Cette paix peut permettre à la colonie française de se développer tranquillement au cours des années 1620, mais les hostilités entre les colons et les Iroquois reprennent au cours des années 1640.    
En 1641, le gouverneur de Montmagny bâtit un fort à l'embouchure du Richelieu, fleuve naissant au lac Champlain et coulant vers le Nord, reliant le Saint-Laurent et l'Hudson. Les déplacements des Iroquois deviennent plus difficiles, ce qui ne fait qu'envenimer la situation déjà tendue entre Iroquois et colons français.  
Les premières tensions ont commencé après le 17 mai 1642, jour où une cinquantaine de colons français sous la direction de Paul Chomedey de Maisonneuve débarquent sur la pointe où était la place Royale occupée auparavant par Champlain et nomme le site Ville-Marie, en l'honneur de la Vierge Marie. Au-delà de Montréal, les rapides de Lachine, censés mener à la Chine, constituaient une barrière naturelle. Mais les fondateurs de la ville s'y risquent et remontent la rivière des Outaouais toute proche. Les Iroquois décident alors de bloquer cette rivière en 1643.

## Années 1640: Destruction de la Huronie
De 1646 à 1653, les Iroquois attaquent les Hurons, les Algonquins et leurs alliés français, font des prisonniers qu'ils torturent pour intimider les arrivants. Cette guerre, interrompue par une première paix en 1646 lorsqu'un chef algonquin tue 13 Agniers, entraîne le dépeuplement du sud de l'Ontario et interrompt la traite de fourrures. En 1648, des Hurons tuent un jeune aide-missionnaire français, dans l'espoir de mettre fin à l'alliance entre Hurons convertis et français. En 1648 et 1649, la guerre entre Iroquois et Hurons atteint son paroxysme lorsque les Iroquois, armés par les Néerlandais de la Nouvelle-Néerlande, envahissent et détruisent systématiquement la nation huronne, destruction qui s'apparente à un génocide. En 1650, cette nation autochtone n'existait presque plus, et les survivants hurons s'installèrent dans les missions et réserves françaises des Grands Lacs et du Saint-Laurent. Après le massacre des Hurons, les Iroquois s'attaquèrent violemment aux implantations françaises de la vallée du Saint-Laurent jusqu'en 1653.  
Une trêve survient entre 1653 et 1660, des échanges de peaux reprennent entre Iroquois et Français. Mais en 1660, plusieurs centaines d'Iroquois se butent à un groupe de 17 Français et 48 alliés autochtones lors de la bataille du Long Sault, sur la rivière des Outaouais. Les Iroquois ne veulent pas forcément attaquer les Français mais surtout réintégrer les Hurons vivant en territoire français à la communauté iroquoise.

## 1667: la Compagnie des Indes occidentales trouve une paix de vingt ans
En 1664, la création de la Compagnie des Indes occidentales va aboutir à une paix de vingt ans avec les Iroquois. Son fondateur, Colbert, accepte d'envoyer en 1665 dans la colonie les 1 400 hommes du Régiment de Carignan-Salières, dirigé par Alexandre de Prouville de Tracy. En échange, il demande et obtient au bout de deux ans une paix avec les Iroquois. Dès son arrivée, le régiment construit les forts Saint-Louis, Sainte-Thérèse et Richelieu, sur les rives de la rivière Richelieu, par laquelle arrivent les Iroquois. Une expédition victorieuse est menée en Iroquoisie en 1666. Débutées en décembre 1665, les négociations de paix aboutissent en mars 1667, à la demande des Iroquois, et un tiers du régiment, démobilisé, s'installe dans la colonie. En 1669, trois Français responsables de la mort d'un indien sont exécutés
Colbert souhaitait passer de la fraternisation et des alliances politiques à une véritable fusion des races et des civilisations, idée qui se heurte à des réticences : les Canadiens craignent de perdre leurs privilèges, la toute-puissante Église trouve que ses fidèles ont déjà suffisamment adopté de mœurs indiennes et le Roi lui-même ne voit pas d'un bon œil que les « sauvages » deviennent des sujets à part entière, selon l'historienne Raymonde Litalien.

## 1687: mettre fin à la «paix honteuse avec les Iroquois»
Le 13 juin 1687, la guerre reprit par ordre du secrétaire d'État de la Marine , Jérôme Phélypeaux de Pontchartrain, dont la compétence s'étend aux colonies. Jacques-René de Brisay, gouverneur en 1685 a dans sa lettre de mission royale l'ordre de mettre fin à « la paix honteuse avec les Iroquois ». L’expédition contre les Iroquois quitta Montréal, avec 832 hommes des troupes de la marine, 900 hommes de milice et 400 Autochtones alliés. L’avant-garde captura plusieurs Iroquois le long du fleuve. Au Fort Frontenac, l’intendant de Champigny, qui avait devancé le gros de l’expédition, s’empara de Goyogouins et d’Onneiouts pour les empêcher de porter aux villages iroquois au sud du lac, la nouvelle de l’approche de l’armée française. 
Un autre groupe d’Iroquois, soi-disant neutres, qui habitaient un village près du fort, fut capturé pour les mêmes raisons. En tout, 50 à 60 hommes et 150 femmes et enfants furent emmenés à Montréal. Le gouverneur Jacques-René de Brisay expédia en France 36 des 58 prisonniers iroquois, pour qu'ils soient envoyés aux galères du roi, mais laissa clairement entendre qu’il aurait mieux aimé n’en rien faire.

## Le massacre de Lachine en août 1689

"Champlain's Battle with the Iroquois" Ticonderoga, juillet, 1609 une illustration de Jean Leon Gerome Ferris en 1898

En novembre 1688, la Glorieuse Révolution renversa Jacques II, l'allié de Louis XIV. Les Iroquois apprennent des Anglais d’Albany que l'Angleterre et la France sont en guerre, et abandonnent toute idée de paix. Jacques-René de Brisay n’était pas encore au courant du renversement d'alliance. Du coup, pendant qu'il attendait les délégués iroquois pour la ratification d'un traité de paix, ceux-ci levaient des troupes.
Le massacre de Lachine eut lieu le 5 août 1689 : environ 1500 guerriers iroquois, poussés dans leurs actions par les Anglais, s’abattirent sur le village de Lachine, aux portes de Montréal, près des rapides du même nom. Vingt-quatre colons furent tués, 70 à 90 faits prisonniers, dont 42 ne revinrent jamais. Sur 77 maisons, 56 furent rasées par les Iroquois et leurs alliés de la Confédération des Cinq nations. Le massacre de Lachine et ses suites auraient coûté la vie à un Québécois sur dix.  Le 13 novembre de la même année, les Iroquois récidivent, cette fois sur la rive nord, à Lachenaie.

## Expédition de 1696 et fin du conflit
En 1696, les Iroquois s'allièrent avec les Outaouais et l’empire commercial des Français se trouva ainsi menacé. Les hauts fonctionnaires de Montréal et de Québec demandèrent au gouverneur Louis de Buade de Frontenac de lancer une grande attaque contre les villages iroquois. Frontenac ne lança la campagne qu'après en avoir reçu l’ordre exprès du ministre Pontchartrain. En juillet 1696, l’armée, formée des troupes régulières, de la milice et des alliés autochtones, forte de 2 150 hommes, quitta Montréal pour marcher vers le village des Onontagués mais n’y trouva plus que des cendres, les habitants ayant fui dans les bois après avoir tout incendié. L’armée détruisit le maïs dans les champs et tous les vivres qu’elle put trouver dans le village et les environs.
Tout en combattant les Iroquois, Frontenac continua à encourager l'établissement de nouveaux postes de traite à l'Ouest. Ainsi, des forts furent bâtis dans la région du Mississippi et dans les Prairies, permettant ainsi aux coureurs des bois d'échanger avec les Sioux et les autochtones des plaines. Le premier conflit intercolonial se poursuivit jusqu'en 1697, année où la paix fut signée entre la France et l'Angleterre par le traité de Ryswick. Les Français ouvrirent des négociations avec les Iroquois, que leurs alliés anglais, désormais en paix avec la France, ne soutenaient plus guère, aboutissant en 1701 à la Grande paix de Montréal.